# Auckland University of Technology
Auckland University of Technology (j. maoryjski Te Wānanga Aronui o Tāmaki Makau Rau, AUT) – nowozelandzki uniwersytet w Auckland.

## Historia
AUT został założony jako Auckland Technical School w 1895 roku, oferując jedynie zajęcia wieczorowe. Zajęcia dzienne prowadzono dopiero od 1906 roku. W 1913 zmieniono jego nazwę na Seddon Memorial Technical College. Na początku lat 60. reformy edukacyjne doprowadziły do rozdzielenia średniego i wyższego nauczania, a szkołę rozdzielono na dwie placówki oświatowe: uczelnię wyższą (politechnikę), która  przyjęła nazwę Auckland Technical Institute (ATI) w 1963 roku i szkołę średnią, która zachowała starą nazwę. Przez trzy lata współistniały one w tym samym miejscu, ale w 1964 szkoła średnia przeniosła się do nowego miejsca w Western Springs i ostatecznie stała się Western Springs College. Obecną nazwę uczelnia otrzymała w 2000 roku.

## Wydziały

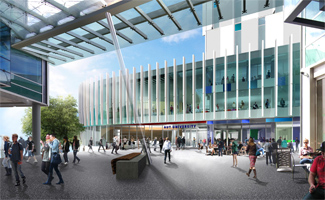
Atrium Wydziału Biznesu

Uniwersytet kształci studentów w następujących dziedzinach:
- Sztuka i design,
- Biznes,
- Komunikacja,
- Informatyka i matematyka,
- Kreatywne Technologie,
- Kształcenie nauczycieli,
- Inżynieria,
- Nauki medyczne
- Hotelarstwo, Turystyka i Eventy,
- Język i kultura,
- Prawo,
- Nauki ścisłe,
- Nauki społeczne i polityka społeczna,
- Sport i rekreacja,
- Te Ara Poutama – Rozwój Maorysów.

## Kampusy i budynki uniwersyteckie
- AUT City Campus,
- AUT South Campus,
- AUT North Shore Campus,

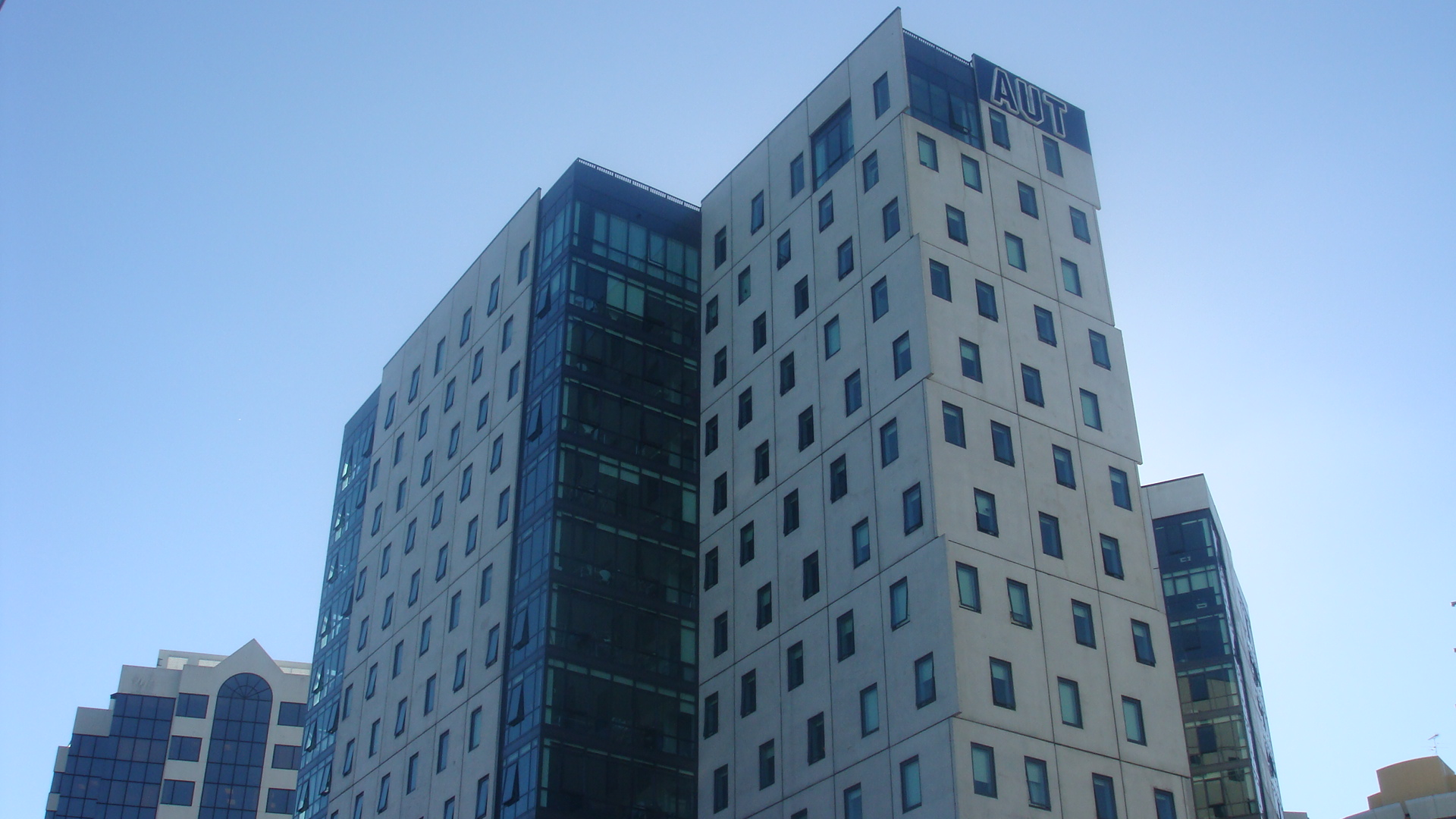
Akademiki Wellesley

- AUT Millennium Institute[4].

## Badania naukowe

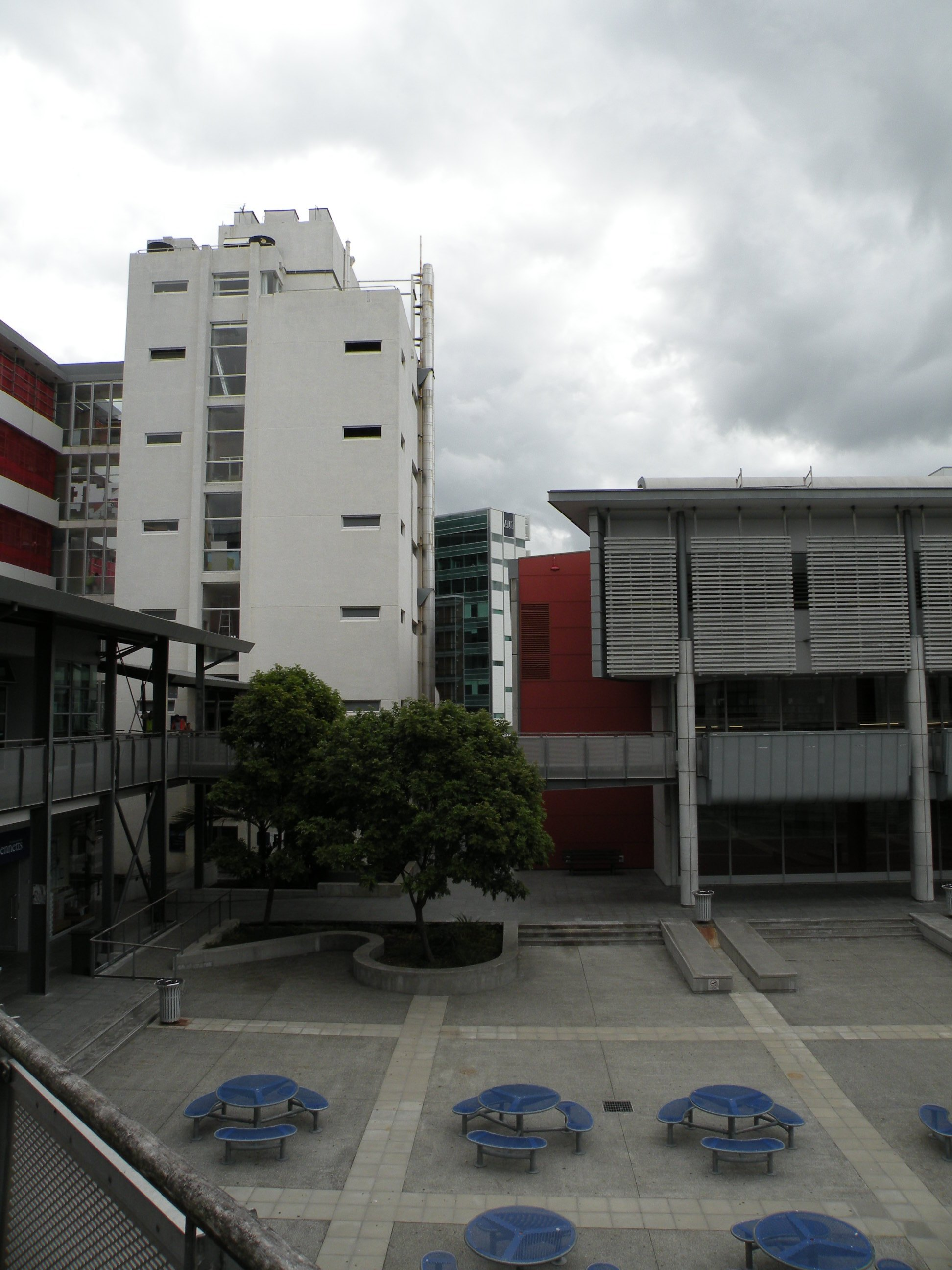
Dziedziniec Kampusu AUT

Badania naukowe na Uniwersytecie skupiają się w następujących ośrodkach:
- Instytut Ekologii Stosowanej (Aenz),
- Instytut Biotechnologii (KODE Biotech),
- Instytut Technologii Biomedycznej (IBTec),
- Instytut Kultury, Dyskursu i Komunikacji (ICDC),
- Instytut Badań Inżynierii (ERI),
- Instytut Zdrowia i Rehabilitacji (HRRI),
- Instytut Inżynierii Wiedzy i Odkryć (KEDRI),
- Instytut Zdrowia Publicznego i Zdrowia Psychicznego (NIPHMHR),
- Instytut Turystyki w Nowej Zelandii (NZTRI),
- Instytut Studiów nad Pracą w Nowej Zelandii (NZWRI),
- Instytut Polityki Publicznej (IPP),
- Instytut Radioastronomii i Przestrzeni Kosmicznej (IRASR),
- Instytut Sportu (SPRINZ),
- Instytut Udaru mózgu i Stosowanej Neuronauki (NISAN),
- Te Ipukarea – Państwowy Instytut Języku Maorysów.

## Znani absolwenci
- Jim Anderton – polityk,
- Aroha Awarau – dziennikarz,

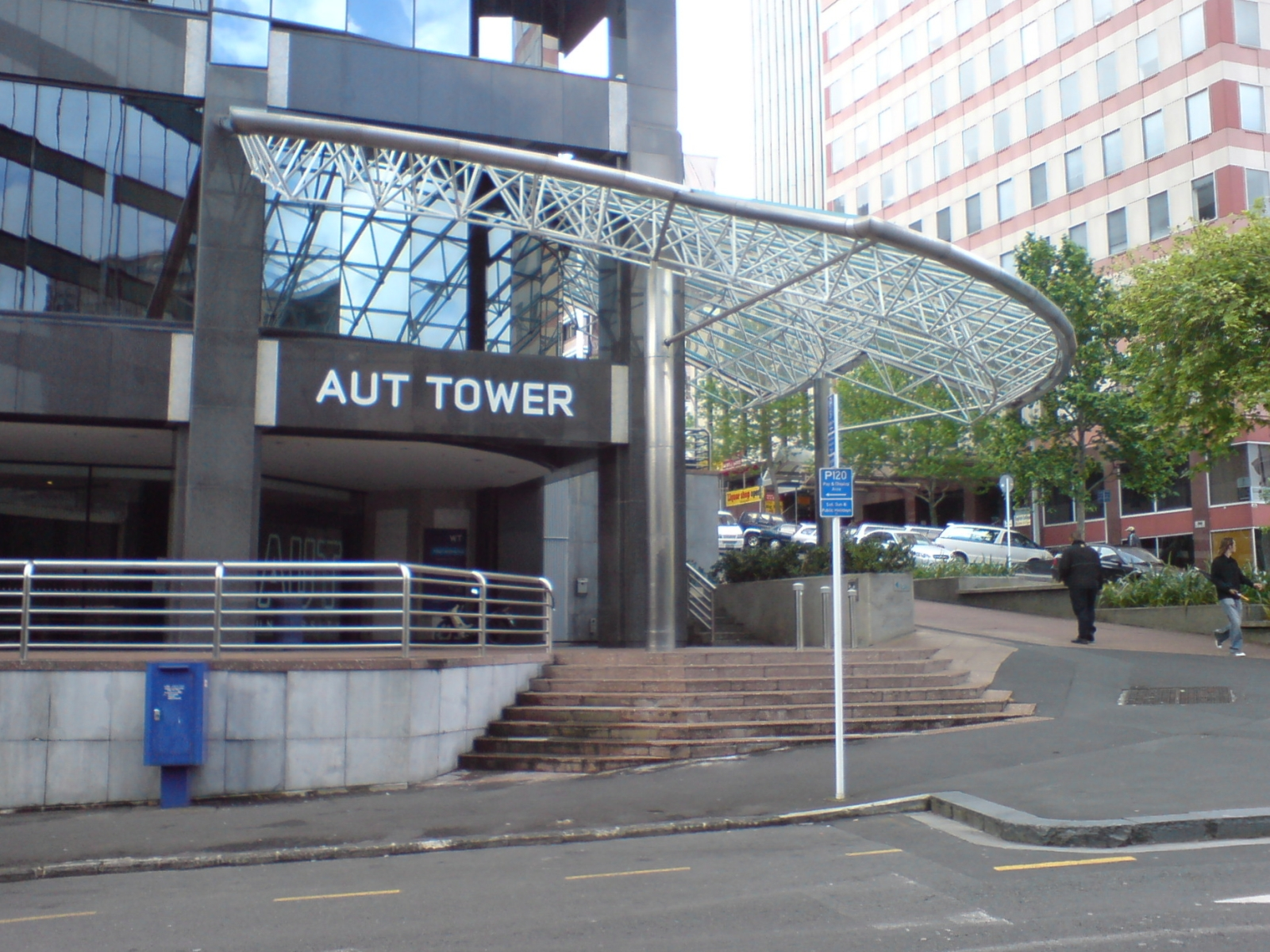
Tower – Auckland University of Technology

- Carol Hirschfeld – dziennikarz radiowy,
- Duncan Garner – dziennikarz radiowy,
- Joel Defries – prezenter telewizyjny,
- Annette Presley – przedsiębiorca telekomunikacyjny,
- Bruce McLaren – inżynier, kierowca wyścigowy,
- Dominic Bowden – osobowość telewizyjna,
- Charlotte Glennie – dziennikarz,
- Sofia Minson – malarka,
- Milan Mrkusich – artysta,
- Michael Otto – dziennikarz i inżynier,
- Jesse Peach – reżyser,
- Peter Thomson – dyplomata,
- Pippa Wetzell – osobowość telewizyjna,
- Lucy Wigmore – aktorka.